# La Hechicera
La Hechicera es una telenovela ecuatoriana, escrita por Catharina Ledeboer, dirigida por Toño Vega y producida por TC Televisión, estrenada el 9 de junio de 2003 y finalizada a iniciós del año 2004.
La primera etapa estuvo protagonizada por Sharon la Hechicera y Bernie Paz, con las participaciones antagónicas de Maricielo Effio, Carlos Alberto Vicente y Maricela Gómez. Acompañados de las actuaciones estelares de Maluly Valdiviezo, Omar Naranjo, Humberto Calaña, Juan Pablo Asanza y las primeras actrices Azucena Mora y Marina Salvarezza.
La segunda etapa estuvo protagonizada por Sharon la Hechicera y Juan Carlos Salazar, con las participación antagónica de Carlos Alberto Vicente y María Fernanda Pazmiño. Acompañados de la actuaciónes estelares de Juan Pablo Asanza, Erika Vélez y la primera actriz Amparo Guillén.

## Trama
La historia se centra en la vida de Ziaré de Fátima (Sharon la Hechicera), una joven rubia en un pueblo de la costa donde habitan mujeres guapas y morenas. Tráiler de la serie.
Ella vive con su madre Eulalia (Azucena Mora); su padre, un hippie inglés conocido como Papo (Humberto Calaña) y su hermano Carita (Juan Pablo Asanza). 
Papo debido a una enfermedad, no puede salir a pescar para sustentar los gastos de la familia y el hermano de Ziaré es un vago que busca la vida fácil.  
La manutención de la familia cae en sus espaldas, poniendo a un lado sus sueños de estudiar música en un conservatorio y ser una cantante famosa, comienza a dedicarse a la lectura del tarot y baños curativos bajo la tutela de Roma, la bruja del pueblo. 
Ziaré es brava, furiosa, de temperamento fuerte y gran convicción moral. En ella brilla una luz, una esperanza que la dura vida en Río Alto no ha logrado apagar. Ziaré tiene como pareja sentimental a  Leo Quilli (Alberto Cajamarca), un humilde, pero simpático pescador. 
Así sigue la monotonía hasta que dos cosas rompen la cotidianidad de su vida, un hechizo y la llegada de Andrés Bustamante (Bernie Paz), un presumido y engreído niño millonario que es dueño de un canal de televisión heredado de su padre. 
El manejar este canal es un hobby para Andrés, quien se ha dedicado a inversiones, a las mujeres y al dinero fácil.

## Reparto
- Sharon la Hechicera - Ziaré De Fátima Mendez
- Bernie Paz - Andres Bustamante
- Juan Carlos Salazar - Daniel "Danny" Betancourt
- Maricielo Effio - Laura Rivas
- Maluly Valdiviezo - Viviana Bustamante
- Omar Naranjo - Francisco "Pancho" Guzman
- Humberto Calaña - Papo De Fátima
- Azucena Mora - Doña Eulalia Méndez de De Fatima
- Eduardo Hurtado
- Marina Salvarezza - Margarita Bustamante
- Juan Pablo Asanza - Carlos "Carita" Mendez
- Reina Martínez - Eva
- Aurelio Heredia - Víctor
- Alberto Cajamarca - Leo Quillí
- Amparo Guillén - Doña Reyna vd. Betancourt
- Carlos Alberto Vicente - Esteban Fernández
- Maricela Gómez - Juana
- María Fernanda Pazmiño - Ana María
- Erika Vélez - Nicole Maquiavelo
- Alberto Pablo Rivera - Raúl
- José Luis Terán - José
- Aníbal Páez - Ángel
- Jackson Peralta - Pedro
- Kattya Tamayo - Chantal
- Claudia Gómez - Elvira
- Mirella Tironi - Romania
- Henry Layana - Mauro [2]
- Marcelo Gálvez - Orasio
- Miguel Santana - Chávez
- Gustavo Navarro - Abogado de Esteban
- María Elisa Camargo - Ruth
- Elena Gui
- Ricardo González